# NeXT
ネクスト・ソフトウェア（英: NeXT Software, Inc.）は、アメリカ合衆国カリフォルニア州レッドウッドシティを本拠地としたコンピュータ企業で、高等教育やビジネス市場向けのワークステーションを開発製造していた。Appleの創業者の1人スティーブ・ジョブズがAppleを辞め、1985年に創業。最初の製品NeXTcubeを1988年に発売し、小型化したNeXTstationは1990年に発売。売り上げはそれほど大きくはなく、全部で5万台ほどを販売したと見積もられている。とはいうものの、その革新的なオブジェクト指向型オペレーティングシステム (OS) であるNeXTSTEPと開発環境はApple 社に多大な影響を及ぼした。
NEXTSTEPの主要なAPIは、後にOPENSTEPとして標準化された。NeXTは1993年にハードウェア事業から撤退し、いくつかのOEMへのOPENSTEP仕様販売と自社製の実装の販売に注力するようになった。NeXTはまた、世界初の企業向けWebアプリケーションフレームワークWebObjectsの開発でも知られている。WebObjectsは5万ドルと高価だったために広く普及することはなかったが、Webページの動的生成に基づいた初期のWebサーバとして特筆すべき例であった。Appleは1996年12月20日、4億2900万ドルでNeXTを買収すると発表し、現行のmacOSの大部分はNeXTSTEPを基盤として開発された。WebObjectsは、かつてOS X ServerおよびXcodeの付属ソフトであった。

## 歴史

### 1985年 - 1986年: NeXT創業
1984年、Apple創業者の1人スティーブ・ジョブズはAppleのスーパーマイクロ部門（MacintoshとLisaの開発部門）の責任者を務めていた。MacintoshはApple University Consortiumによって学生や教育機関には割引価格で販売していたため、大学などで大いに成功を収めていた。Apple University Consortium は1984年2月までに5000万ドルのコンピュータを販売した。
会長として、ジョブズはMacintoshを売り込むために各地の大学や研究者をしばしば訪問していた。当時のフランス共和国大統領フランソワ・ミッテランを迎えた午餐会で、ジョブズはノーベル化学賞を受賞したポール・バーグと出会った。バーグは実験室で実際に実験しないで、教科書だけで遺伝子組み換えを学生に教えるにはどうしたらよいかで悩んでいた。遺伝子組み合えの実験にはかなり費用がかかり、当時のパーソナルコンピュータ (PC) でシミュレートするには複雑すぎた。バーグはジョブズに、彼のAppleへの影響力を行使して、高等教育用の "3M" ワークステーションを作ってくれないかと持ちかけた。"3M" とは、1メガバイト以上のRAM、メガピクセルレベルのディスプレイ、メガFLOPSレベルの性能を意味する（3つの「メガ」で "3M"。Altoなどを指した用語）。
ジョブズはバーグの描いたワークステーションに好奇心をそそられ、高等教育向けコンピュータ企業を1985年秋に立ち上げることを考えたが、当時Apple社内では内紛が大きくなっていた。ジョブズの部門はMacintoshの新製品をリリースできず、Macintosh Office の大部分もリリースが遅れていた。結果として売り上げが急落し、Appleは売れ残り在庫の償却に数百万ドルを費やした。Appleの最高経営責任者 (CEO) ジョン・スカリーはジョブズのAppleにおける権限を奪い取り、1985年にはジャン＝ルイ・ガセーを後釜に据えた。その後ジョブズはAppleの経営権を取り戻すべく闘争を開始した。ジョブズが社用で西ヨーロッパとソビエト連邦に出張している間に、スカリーは取締役会の協力をとりつけた。
数カ月間Apple社内で邪魔者扱いされた末、ジョブズは1985年9月13日に辞任した。彼は取締役会に、退職後に新たなコンピュータ会社を立ち上げることと、スーパーマイクロ部門から数人の従業員を連れて行くことを明らかにした。また、その会社はAppleとは直接競合することはないし、新会社で設計したものをMacintoshブランドでマーケティングするべくライセンス提供することもありうると表明していた。
ジョブズはAppleの株式売却で得た700万ドルを出資し、Apple元従業員のバッド・トリブル、George Crow、Rich Page、Susan Barnes、スーザン・ケア、Dan'l Lewin と共に新会社NeXT, Inc.を創業。基調講演で彼はNeXTを「ネッキスト」（ネキスト）と発音している話は有名である。各地の教育関係の業者と相談し（ポール・バーグとも再び会合を行った）、ワークステーションの仮の仕様が出来上がった。それは、遺伝子実験シミュレーションを実行できるほど強力で、大学生が自分の部屋で使える程度に安価になるよう設計された。しかし仕様が確定する以前に、AppleはNeXTが創業者のインサイダー情報を利用しているとして訴えた。ジョブズはこれについて、「4300名以上を抱える20億ドル企業がブルージーンズをはいた6人に太刀打ちできないとは想像しにくい」と述べた。この訴えは裁判になる前に取り下げられた。
1986年、ジョブズは有名なグラフィックデザイナーであるポール・ランドに10万ドルでブランド・アイデンティティ制作を依頼した。ランドは、ロゴの正確な角度（28°）や社名の正確な綴り (NeXT) などを含む100ページのブランドの詳細を示す冊子を作った。最初の外部からの出資はテキサス州の実業家ロス・ペローからの資金提供だった。ペローはテレビ番組The Entrepreneursで、ジョブズとNeXTの従業員を初めて見た。1987年、ペローは2000万ドルを出資し、NeXTの株式の16%を得た（つまり、この時点で会社の時価総額は1億2500万ドル）。1988年には、取締役会に参加することになった。

### 1987年 - 1993年: NeXT Computer

#### 第1世代
当初は、アドビシステムズと後にDisplay PostScriptとなる技術の開発を行っていたが、これを実装できそうなオペレーティングシステムがその時点では存在しなかったことから、1986年中ごろ会社の方針を転換。単なるローエンドのワークステーションだけでなく、これを搭載できるオペレーティングシステムならびにコンピュータを総合的に開発することとなった。これを受けて社名はNeXT Computer, Inc.に変更された。カーネギーメロン大学でMachカーネルを開発していたアビー・テバニアンが同社に参加してチームを率い、NeXTSTEPオペレーティングシステムを開発した。ハードウェア部門を率いたのは創業当時からのメンバーであるRich Pageで（かつてLisa開発チームの責任者だった）、ハードウェアの設計開発を行った。NeXTの最初の工場は1987年、カリフォルニア州フリーモントに設けられた。この工場は年間15万台のマシンを製造する能力があった。NeXTの最初のワークステーションは公式にはNeXT Computerと名付けられたが、マグネシウム合金製のマットブラックの一辺が約1フィートの正立方体という特異な形状から、一般に "the cube" と呼ばれた。このデザインは、Apple IIcをデザインしたハルトムット・エスリンガー率いる フロッグデザイン に依頼したものである。
このワークステーションのプロトタイプは1988年10月12日に披露され、喝采を持って迎えられた。1号機は1989年に評価され、その後ベータ版のNeXTSTEPオペレーティングシステムをインストールしたごく少数のマシンが大学などに販売された。当初NeXT Computerはアメリカ国内の高等教育機関向けに限定販売され、基本価格は6500ドルとされていた。このマシンは主にそのハードウェアを中心に各種雑誌で広くレビューされた。デビューが数カ月遅れたことについて聞かれたジョブズは「遅れた? このコンピュータは5年先を行っているよ!」と答えた。非常に斬新なソフトウェア構成に加えて、光磁気ディスク、本体とデザインを統一したモニタ、400dpiのレーザープリンター、プリンター・本体・ディスプレイ・キーボードへそれぞれへの配線が最小になる接続方式などを採用した。
NeXT Computerは25MHzのMC68030CPUをベースとしている。当初、RISC方式のMC88000も検討したが、十分な量が確保できないということで取りやめた。RAMは8から64MB、256MBの光磁気ディスク (MO) を備え、40MB（スワップ専用）、330MB、660MBのハードディスクドライブ、10Base-2イーサネット、NuBus、1120×832ピクセルのグレースケール・ディスプレイ MegaPixel を備えている。1989年当時の一般的なPCでは、RAMは640KBから4MB、CPUは8086/8088/286/386、ディスプレイは16色640×350かモノクロ720×348、ハードディスクは10MBから20MB、ネットワーク機能はほとんどなかった。
光磁気ディスク装置はキヤノンが製造したもので、主な記憶媒体としてコンピュータに採用したのは日本以外ではNeXTが初めてだった。ハードディスクよりも安価だが（特に未使用媒体は安価で、元々キヤノンが1枚当たり150ドルを得ることになっていたが、ジョブズは交渉でそれを50ドルに値引きした）、低速である（平均シーク時間は96ms）。設計上、MO装置はNeXT Computerには1つしかなく、システムをシャットダウンせずに媒体を取り出すことができないため、コンピュータ間でファイルをやり取りするにはネットワークを介するしかなかった。ストレージは初代のNeXT Computerにとっては弱点だった。光磁気ディスク媒体は比較的高価であり、フロッピーディスクドライブよりも高速だが性能と信頼性に問題を抱えていた。それは一次媒体としてNeXTSTEPを動作させるには容量的にも性能的にも不十分だった。
1989年、NeXTは以前からコンパックの再販業者をしていたBusinessLandと契約し、NeXTのコンピュータを全国の販売店で販売する契約と結んだ。それまで学生や教育機関に直販だけしていたビジネスモデルからの大きな転換である。BusinessLand の創業者 David Norman は、12ヵ月後には NeXT Computer の売り上げはコンパック製品をしのぐことになるだろうと予言した。同じく1989年には、キヤノンが自社製ワークステーションにNeXTSTEP環境を使う権利と引き換えに1億ドルを出資し、16.67%の株式を得た（時価総額は6億ドル）。これはソフトウェア製品にとっての大きな市場拡大を意味していた。キヤノンはその後、インテルのGXプロセッサを使ったNeXTstationを日本市場向けにリリースした。キヤノンはまた、日本でのNeXT製品の販売代理店としても働いた。
初代のNeXT製コンピュータは1990年、一般市場で9999ドルで発売された。なお、最初の出資者だったロス・ペローはテキサス州プレイノに創業したシステムインテグレータPerot Systemsに専念するため、1991年6月にNeXTの取締役を辞任した。

#### 第2世代

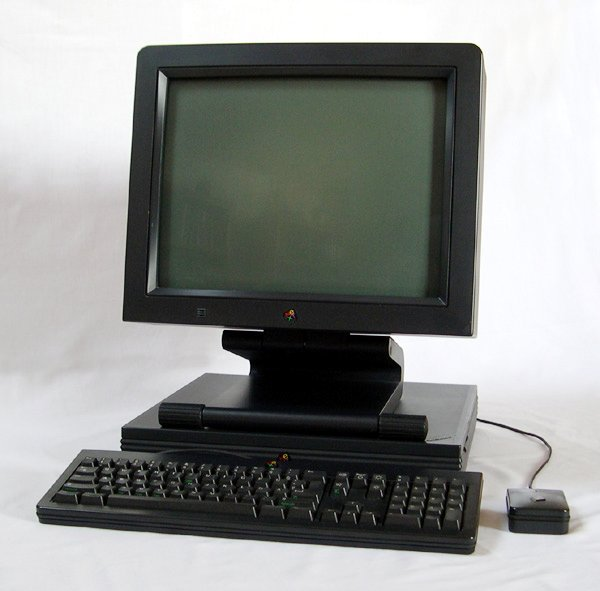
NeXTstation（キーボードもマウスもディスプレイもオリジナルのまま）

1990年、NeXTは第2世代のワークステーションをリリースした。NeXT Computerを改良し改名したNeXTcubeと、"the slab"（厚板）と称されたNeXTstationで、後者はピザボックス型の形状である。なお、「ピザボックス」という呼び方はサン・マイクロシステムズのSPARCstation 1に由来するため、ジョブズは比較されることを避けるため、この呼び方をしないよう従業員に命じている。光磁気ディスク装置の代わりに2.88MBのフロッピードライブを装備した。ただし、2.88MBのフロッピーディスクは高価だったため、1.44MBフロッピーに取って代わることはなかった。そこでNeXTはCD-ROMドライブを採用し、これがその後のストレージの業界標準となった。カラーグラフィックス対応のNeXTstation Colorもあり、NeXTcubeに NeXTdimension というビデオカードを装備するとカラー対応になった。これら新世代のマシンはMC68040をベースとし、以前のマシンよりも安価で高性能になっている。
1992年、NeXTはプロセッサのクロック周波数を33MHzに上げ、RAM容量を最大128MBとした "Turbo" 版のNeXTcubeとNeXTstationを発売した。NeXTはいずれRISCアーキテクチャに移行する予定で、それによって更なる高性能を実現する計画だった。このプロジェクトはNeXT RISC Workstation (NRW) と呼ばれていた。当初はMotorola 88110を使う予定だったが、モトローラが88kアーキテクチャの今後を保証しなかったため、PowerPC 601のデュアル構成に変更となった。そのマザーボードやケースが試作されていたが、完全な製造に入る前にハードウェア事業からの撤退が決まった。
何人かの開発者がNeXTのプラットフォーム上で先駆的なプログラムを書いている。1991年、ティム・バーナーズ＝リーはNeXT Computerを使って世界初のWebブラウザとWebサーバを生み出した。1990年代初めにはジョン・D・カーマックがNeXTcubeを使ってWolfenstein 3DとDoomというゲームを作った。NeXT製コンピュータ向けに発売された商用ソフトウェアとしては、表計算ソフトのLotus ImprovやMathematicaがある。また、システムに同梱された小型アプリケーションとしてはMerriam-Webster Collegiate Dictionary、オックスフォード引用句辞典、ウィリアム・シェイクスピア作品集、そしてこれらにアクセスするための検索エンジンDigital Librarianがあった。
1992年、NeXTは2万台のコンピュータを売り上げたが（これにはマザーボードをアップグレードした数も含んでいる）、同業他社に比べるとその台数は少ない。1992年の売上高は1億4000万ドルとなり、それを受けてキヤノンはさらに3000万ドルを出資することになった。最終的にNeXTが販売したコンピュータは累計で5万台となった。

### 1993年 - 1996年: NeXT Software
1992年、NeXTはIntel 486ベースのPC/AT互換機へのNeXTSTEPの移植を開始した。この移植はNeXTの事業戦略の変化に対応したものだった。1993年末までにこの移植が完了し、NeXTSTEP 486とも呼ばれるバージョン3.1がリリースされた。実はそのリリース前の1992年にクライスラーが3000本を購入する計画を持ちかけていた。NeXTSTEP 3.x は後にPA-RISC やSPARCベースのプラットフォームにも移植されており、結局4種類のバージョン（NeXTSTEP/NeXT、NeXTSTEP/Intel、NeXTSTEP/PA-RISC、NeXTSTEP/SPARC）が登場した。これら移植版はあまり広く使われることはなかったが、First Chicago NBD、スイス銀行コーポレイション、O'Connor and Companyなどといった組織がそのプログラミング環境に惹かれて採用した。アメリカ連邦政府機関でも広く使われており、Naval Research Laboratory、アメリカ国家安全保障局、国防高等研究計画局、中央情報局、アメリカ国家偵察局などが採用した。
NeXTは1993年にハードウェア事業から手を引き、社名をNeXT Software Incに変えた。そして540名いた従業員のうち300名を解雇した。NeXTはフリーモントの工場も含めてハードウェア事業をキヤノンに売却する交渉を行った。ハード関連事業を買い取ったキヤノンはFirepower Systems社を設立したが、最終的にはモトローラに売却した。短期間出荷されたPowerPCマシンの開発も含め、全てのハードウェアの製造がストップした。サン・マイクロシステムズのCEOスコット・マクネリは1993年、NeXT Softwareに1000万ドルを出資し、NeXTのソフトウェアをサンのシステムに将来採用する計画を発表した。NeXTはサンと共同でNeXTSTEPのカーネル部分を除いたOPENSTEPを開発した。また、NeXTは当初の事業計画に戻り、各種オペレーティングシステム向けに開発ツールキットを販売するようになった。新製品としては、Windows NT上で動作するOPENSTEPであるOpenStep Enterpriseなどがあった。また、大規模な動的Webアプリケーション構築用プラットフォームであるWebObjectsも開発した。WebObjectsにはデル、ディズニー、ワールドコム、BBCといった大手企業の顧客がついた。後にNeXTを買収したApple自身も iTunes Store , App Storeなど同社のサイトの多くでWebObjectsを使っている。

### 1996年: IPO計画撤回とAppleによる買収
1996年11月、スティーブ・ジョブズはNeXTを売却する目論見の元、IPOを計画していた。その頃、Appleが次期OSを外部に求めているという話を知ったNeXTのプロダクトマネージャであったジョン・ランドアーはセールス担当副社長のミッチ・マンディッチから支持を取付け、彼から指示されたチャンネルマーケティングマネージャのギャレット・ライス は、最初はジョブズに何も言わずAppleに電話してCTOのエレン・ハンコック上級副社長に打診。折り返しの電話連絡を受け、その数日後の11月26日、NeXTにAppleのエンジニアが派遣されて会議を行っていたその日、ジョブズはApple役員とハンコックに対して電話会議でOPENSTEPとNEXTSTEPを売り込んだ。そして12月10日、スティーブ・ジョブズがApple本社でプレゼンテーションを行った。結果、Appleは1996年12月20日、NeXT買収の意思があることを発表した。4億2900万ドルが各出資者に支払われ、スティーブ・ジョブズにはAppleの株式150万株が支払われた（ジョブズは買収交渉に直接対応した関係で、現金の受け取りを意図的に避けた）。この買収は第一に、Coplandの開発に失敗し、時代遅れになってしまったMacのOSの代わりとしてNeXTSTEPを採用するためだった。他に、Beを買収という案もあったがBeOSが未完成であったにもかかわらず、3億ドルと法外に高額な要求をしたり、NeXTを見くびって買収選考でプレゼンの手を抜いたりしたため不採用となり、最終的にNeXTが買収された。
この際にキヤノンは出資を引揚げて清算した。
1997年、ジョブズはコンサルタントとしてAppleに復帰し、同年7月4日には暫定CEOに就任。2000年には正式なCEOとなった。1997年7月、ジョブズがAppleの取締役会を改編した際に、NeXTで重役を務めていたミッチ・マンディッチやナンシー・ハイネン、アビー・テバニアンらがAppleで同等の役職に迎えられた。

### NeXTの遺産
NeXT買収によりAppleの業績は回復し、NeXTの技術を基盤としたOSを開発し、搭載したiMacやMacBookやiPhone等のヒット商品を連発するようになった。
OPENSTEPの技術はMac OS Xに引き継がれ、Appleのソフトウェア技術の中核になった。人材面でも、NeXT出身のエンジニアがAppleの主要メンバーとして活躍している。現在のAppleのOS担当上級副社長クレイグ・フェデリギ(前任者スコット・フォーストール、バートランド・サーレイやアビー・テバニアンも)らはNeXTの経歴を持つ。
NeXT買収後、NeXTSTEPのPowerPCへの移植が行われ、それと同期するようにインテル版とWindows版のOpenStep Enterpriseツールキットにも改良が加えられていった。このオペレーティングシステムはRhapsodyというコード名で呼ばれ、全プラットフォーム共通の開発ツールキットはYellow Boxと呼ばれた。従来との互換性を保つため、Classic Mac OS用アプリケーションが動作するBlue Boxという環境が追加された。
1999年、この新オペレーティングシステムのサーバ版であるMac OS X Server 1.0がリリースされ、2001年には通常版のMac OS X v10.0がリリースされた。OPENSTEPを元にしたAPIはCocoaと改称された。RhapsodyのBlue BoxはClassic環境と改称された。また、既存のアプリケーションを移植しやすくするため、Mac OSのToolboxに相当する環境をCarbonとして搭載した。macOSにはNeXTSTEPから受け継いだインタフェースがいくつかある。例えばDock、サービスメニュー、Finderのブラウザビュー、NSText、フォントや色のシステムワイドなセレクタなどである。
NeXTSTEPのプロセッサに依存しない機能はmacOSにも残った。各バージョンはPowerPCとx86アーキテクチャの両方でコンパイルできるよう保持されていたが、2005年まではPowerPC版だけが公にリリースされていた。2005年6月6日、AppleはMacintoshのプロセッサをインテルに移行する計画を発表し、2020年6月にはインテルからARMへの移行する計画を発表した。さらにiPhoneやiPad向けにはiOS, iPadOSとして、ARM向けのmacOSのサブセットといえるものが使われている。

## 特徴
NeXTワークステーションは、米国では大学とともに金融機関が主な販売先であり、日本では大阪大学や広島大学、神奈川大学に数百台規模で導入された。しかし、独自のハードウェアだったため、オープン標準で作られるPC/AT互換機の高性能化と低価格化に追随できなかった。
NeXTワークステーション向けに作られたOS「NeXTSTEP」はDisplay Postscriptを採用し、独自の洗練されたグラフィカルユーザインタフェースを備え、ソフトウェア開発環境にはC言語にオブジェクト指向的な拡張を施し、本格的なオブジェクト指向開発を可能にした「Objective-C」を採用。後にカーネル依存部分を切り離したOPENSTEPを経てmacOSの礎となった。
後期には画面表示のためのDisplay PostScriptと共に、現在のOpenGLあるいはDirectXに相当する3Dkitと呼ばれる3D表示フレームワークにQuickRenderManを搭載し、PIXARの「PhotoRealistic RenderMan」（1バージョン古いものがデモとして）がバンドルされ、RenderManを標準で使用することができた。RenderManのシーン記述ファイルRIBは、「3次元表示のための PostScript」とも呼ばれる。
AppleのQuickTimeが有名になってくると、NeXTimeと呼ばれる互換モジュールも発表し、QuickTimeムービーをNeXT上で見られるようになった。
先進的で洗練された仕様には熱狂的なヘビーユーザを生み出した。
また、AppleのmacOSのAPIであるCocoaのクラス名には、NEXTSTEPからの名残でNS-とプレフィックスが付けられる。

## 系譜
- NeXTcube （モトローラMC68030 25 MHz ） 一辺が1フィートのキューブ型（アメリカでの正式名は NeXT Computer）
- NeXTcube （モトローラMC68040 25 MHz ） CPUがアップグレードされたモデル。
- NeXTstation （モトローラMC68040 25 MHz ）　ピザボックス型。
- NeXTstation Color （モトローラMC68040 25 MHz ） カラー表示モデル。
- NeXTcube Turbo （モトローラMC68040 33 MHz ）（第三世代：動作周波数が引き上げられたモデル。）
- NeXTstation Color Turbo （モトローラMC68040 33 MHz ）
- NeXTdimension キューブ型モデルにdimensionボードというカラーグラフィックプロセッシングボードを付加したモデル。

## 企業文化とコミュニティ
ジョブズはAppleの会社組織が自分が辞めることになった原因だと感じていたため、官僚的内部抗争のない企業にしようと考えていた。ジョブズはNeXTの企業文化をAppleとは異なったものにするべく、設備や給料や福利厚生など様々な面で違ったやり方を採用した。ジョブズはAppleでも企業構造の改革を何度か行っているが、NeXTでは一般的な企業の組織構造は採用せず、従業員ではなく「メンバー」による「コミュニティ」を作るようにした。
給料
NeXTでは1990年代初めまで2段階の給料しかなかった。1986年以前から参加していたメンバーには7万5000ドル、それ以後に参加したメンバーには5万ドルが支払われていた。このため、管理職が部下より給料が低いこともあるという、やりにくい状況が生まれた。その後、6カ月ごとに従業員のパフォーマンスレビューを行って昇給を行うようになった。オープン性を確保するため、全ての従業員が給与支払い名簿に無制限にアクセスできるようになっていた（実際にはほとんどこの権利を行使した例はない）。NeXTの医療保険は、結婚している夫婦だけでなく、未婚のカップルや同性愛のカップルにも権利を与えていた（後に廃止された）。給料日も当時のシリコンバレーの他の企業とは異なっていた。一般に月に2回、その期間の最終日に給料日が設定されていたが、NeXTでは月に1回、期間の最初に給料日が設定されていた。
オフィス
ジョブズはパロアルトのDeer Creek Road沿いにオフィス用の建物を見つけた。これは建築家イオ・ミン・ペイが設計した階段が印象的な建物である。堅木床の1階には大きな作業台を置き、ワークステーションの組み立て作業場として使った。在庫管理の誤りを避けるため、NeXTではジャストインタイム生産システムを採用した。メイン基板やケースなど主要なコンポーネントは全て外注し、1階でそれらを使って出荷品を組み立てていた。2階はオフィスで、壁のないオープンフロア方式になっていた。壁で仕切られていたのは、ジョブズの部屋と一部の会議室だけだった。
NeXTの成長と共にオフィス空間がさらに必要になった。そこでレッドウッドシティに新たなオフィスを借りた。こちらもペイの設計である。建築上の中心は、一見して何も支えがないように見える階段である。やはりオープンフロア式だが、備品も豪華で、5000ドルの椅子や1万ドルのソファ、アンセル・アダムズの写真パネルなどがあった。
その他
NeXTWORLD誌は1991年に創刊された。サンフランシスコのIntegrated Mediaによる出版で、Michael Miley、後にはDan Rubyが編集者として関わった。NeXTのコンピュータ、OS、ソフトウェアを扱う唯一の定期刊行物だった。ただし、1994年に廃刊となった。開発者向けカンファレンスとして NeXTWORLD Expo を1991年と1992年にはサンフランシスコのCivic Centerで、1993年には同じくサンフランシスコのMoscone Centerで開催した。いずれも基調講演はジョブズが行った。

## コンピュータ業界に与えた影響
NeXTは商業的に成功したとは言えないが、コンピュータ業界に与えた影響は大きい。NeXTcubeとNEXTSTEPがリリースされた1988年以降、他社はNeXTのオブジェクト指向システムをエミュレートし始め、オブジェクト指向プログラミングとグラフィカルユーザインタフェースがより一般化していった。Appleは1989年、次世代パソコン向けにNEXTSTEP同様オブジェクト指向の開発・実効環境のOSを構築するプロジェクトTaligentをIBMやHPと共同で開始した。
シャープの矢板事業部はX68000シリーズに続く次のプラットフォームとして試作機を製作しており、その仕様においてはNeXTを強く意識したものであったとされる。一部の層に対して一定のヒヤリングも秘密裏に行われたが、結局日の目を見ることは無かった。
マイクロソフトは1991年にCairoプロジェクトを発表。Cairoの仕様にも同様のオブジェクト指向ユーザインタフェースが含まれていた。プロジェクト自体は最終的に中止されたが、一部の要素はその後のプロジェクトに受け継がれた。1994年、マイクロソフトとNeXTは共同でOPENSTEPをWindows NT上に移植する作業を開始し、1996年9月、OPENSTEP Enterpriseとしてリリースされた。
WebObjectsは当初5万ドルという高価格で発売されたためもあり、広く使われることはなかったが、動的ページ生成が可能な初期のWebサーバとして歴史的に重要であると言えよう。WebObjectsは2010年以降Appleの製品リストから外れており、かつてのようにmacOSに付属されなくなりバージョンアップも停止しているが、Apple StoreやiTunes Store、App Store等のAppleの各種サービスを支えるベースシステムとして利用されている。